# Łabuzówka (Załuże)
Łabuzówka – dawna część wsi Załuże w Polsce, położona w województwie małopolskim, w powiecie dąbrowskim, w gminie Szczucin.
W latach 1975–1998 Łabuzówka należała administracyjnie do województwa tarnowskiego.
Nazwę zniesiono z 2023 r.